# Edythea quitensis
Edythea quitensis är en svampart som först beskrevs av Gustaf Lagerheim, och fick sitt nu gällande namn av H.S. Jacks. & Holw. 1931. Edythea quitensis ingår i släktet Edythea, ordningen Pucciniales, klassen Pucciniomycetes, divisionen basidiesvampar och riket svampar.   Inga underarter finns listade i Catalogue of Life.